# Aglaophamus uruguayi
Aglaophamus uruguayi är en ringmaskart som beskrevs av Hartman 1953. Aglaophamus uruguayi ingår i släktet Aglaophamus och familjen Nephtyidae. Inga underarter finns listade i Catalogue of Life.